# Einar Hagnestad
Erik Einar Hagnestad, född 9 november 1912 i Brunflo församling, Jämtlands län, död där 15 mars 2001, var en svensk målare, tecknare och formgivare.
Hagnestad var som konstnär autodidakt. Han medverkade i utställningar med Söderhamns konstförening, separat ställde han bland annat ut på Åbo konstmuseum och han genomförde en vandringsutställning med motiv från Sagan om Ringen och ställde ut med den egna Sagan om Urtomt på Brunflo Hembygdsgård. Hans konst består av spikade och målade näverreliefer med motiv från sagor och myter med nutidsanknytningar. Hagnestad är representerad i olika samlingar i de nordiska länderna, Frankrike, Tyskland, USA och Australien.